# Freedom Ship
Freedom Ship (Loď svobody) je projekt největšího plavidla všech dob. Přišel s ním v roce 1999 Norman L. Nixon z Floridy, zakladatel firmy Freedom Ship International, a vyčíslil jeho cenu na šest miliard dolarů (později byl odhad zvýšen na minimálně deset miliard). Loď by měla být sestavena z 520 samostatných ocelových vzduchotěsných plovákových komor, které budou sestaveny na moři. Bude využívat azimutový pohon. Podle plánů by měla být 1371 metrů dlouhá (třikrát delší než dosud největší loď světa Knock Nevis), 228 metrů široká a 107 metrů vysoká, bude mít 25 podlaží. Na horní palubě bude vybudována přistávací plocha pro letadla. Loď bude nabízet všechno pro život, budou v ní byty, obchody, restaurace, kasina, banky, kanceláře, parky, hřiště, zdravotnická a školská zařízení a podobně. Měla by fungovat maximálně soběstačně, většina odpadu bude recyklována. Byty na Freedom Ship budou vlastněny formou kondominia, jejich ceny by se měla pohybovat okolo 800 000 dolarů. Loď by měla plout po moři podle stanoveného jízdního řádu, přičemž většinu času bude trávit v přístavech, kde ji budou moci navštěvovat místní obyvatelé. Kapacita je zamýšlena na více než sto tisíc osob, z toho asi čtyřicet tisíc budou tvořit stálí pasažéři. K provozu obřího plavidla bude potřeba až dvaceti tisíc příslušníků posádky. Loď obepluje zeměkouli jednou za dva roky.
Plán města postaveného na lodi formuloval už Jules Verne v románu Plovoucí ostrov. Projekt bývá kritizován jak pro řadu technických problémů spojených s bezpečností tak velkého plavidla, tak z hlediska ekonomického a legislativního. Spisovatel China Miéville projekt odsoudil jako pokus nejbohatších lidí vyhnout se placení daní a cel. Do roku 2013 se však nepodařilo shromáždit ani jednu miliardu dolarů, která by byla potřeba k zahájení stavby.